# کارلا مونروگ

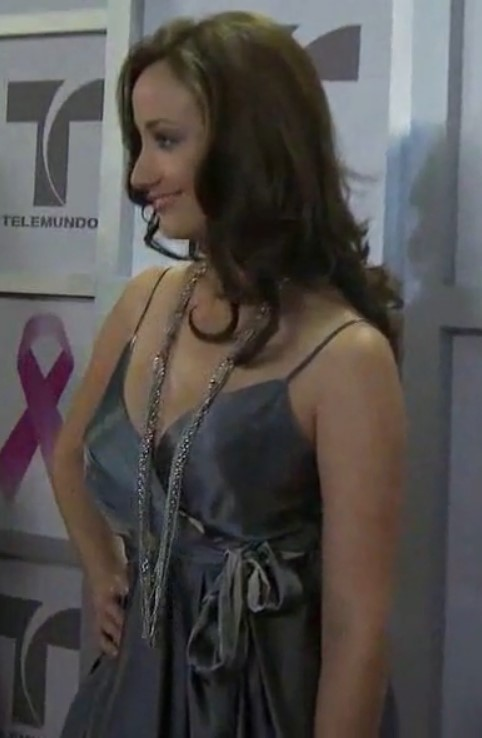
کارلا مونروگ در سال ۲۰۰۸

کارلا مونروگ (انگلیسی: Karla Monroig؛ زادهٔ ۵ مارس ۱۹۷۹) هنرپیشه، مدل، میزبان اهل پورتوریکو است.